# Ле Корбюзье
Ле Корбюзье́ (фр. Le Corbusier; настоящее имя и фамилия Шарль-Эдуа́р Жаннере́-Гри (фр. Charles-Edouard Jeanneret-Gris); 6 октября 1887, Ла-Шо-де-Фон, Швейцария — 27 августа 1965, Рокебрюн-Кап-Мартен, Франция) — французский архитектор швейцарского происхождения, пионер архитектурного модернизма и функционализма, представитель архитектуры интернационального стиля, живописец и градостроитель, теоретик архитектуры, писатель и публицист. Псевдоним «Ле Корбюзье» по фамилии своего прадеда Жаннере взял в 1917 году.

## Творческий образ архитектора
Ле Корбюзье — один из наиболее значимых архитекторов XX века, его место в одном ряду с такими реформаторами архитектуры, как Вальтер Гропиус, Людвиг Мис ван дер Роэ и Фрэнк Ллойд Райт, преобразивших архитектуру в согласии с потребностями современного им человечества. Ле Корбюзье достиг известности благодаря своим постройкам, всегда самобытным и оригинальным, а также мастерству публициста и борца за гармонию личности и среды её жизнедеятельности.
Здания по его проектам построены на трёх континентах в разных странах — в Швейцарии, Франции, Германии, США, Аргентине, Японии, России, Индии, Бразилии.
Ле Корбюзье называют «отцом современной архитектуры». Заменив наружные несущие стены железобетонными колоннами, размещёнными внутри зданий, он пришёл к «свободному плану», каркасной системе и «перетекающему пространству», снимающему жёсткость межэтажных перекрытий, лёгким подвижным перегородкам и «ленточным» окнам. Характерные признаки многих построек Ле Корбюзье — подчёркнуто простые объёмы-блоки, приподнятые над землёй на свободно стоящих опорах; плоские крыши-террасы («сады на крыше»); ленточные окна и «прозрачные фасады»; выразительные поверхности железобетона, бывшие некогда принадлежностью его личной архитектурной программы, ныне стали привычными чертами современного строительства. Тем не менее Корбюзье считал, что корни современной архитектуры следует искать в античности и в работах Э. Виолле-ле-Дюка.
Ле Корбюзье принадлежит знаменитая фраза, ставшая девизом следующего поколения архитекторов «интернационального стиля»: «Дом — это машина для жилья». Ле Корбюзье был одержим идеей крупномасштабных «машин для жилья», простых и удобных «домов-ячеек», а также больших урбанистических проектов, например плана перестройки центра Парижа (План Вуазен).
Его теория пропорций базируется на модульном принципе и «золотых отрезках», восходящих к античности, вопреки промышленным стандартам, основанным на метрической системе. Эти идеи архитектор изложил в своём теоретическом сочинении «Модулор» и подкрепил творческой практикой.
Архитектурные сооружения Ле Корбюзье: 17 объектов (в том числе десять во Франции, остальные расположены на трёх континентах), 17 июля 2016 года были классифицированы как объекты Всемирного наследия ЮНЕСКО. Европейский культурный маршрут под названием «Направления Ле Корбюзье: архитектурные прогулки» (Destinations Le Corbusier: promenades architecturales) был создан в начале мая 2019 года.
Работы и мысли Ле Корбюзье оказали особенное влияние на послевоенные поколения архитекторов и широко распространялись, «прежде чем войти с периодом постмодернизма в фазу значительных и регулярных споров».
Необыкновенную популярность творчества Ле Корбюзье в мире можно объяснить универсальностью его творческого метода и социальной направленностью его предложений. Под впечатлением его композиционных идей и градостроительных проектов многие архитекторы стали свободнее применять и сочетать классические и новаторские конструктивные приёмы.
Ле Корбюзье остаётся противоречивой фигурой. Некоторые из его идей городского планирования подвергались критике за их безразличие к уже существующим культурным объектам, предполагаемому социальному равенству, ему ставили в вину связи с коммунизмом, фашизмом, антисемитизмом, евгеникой и диктатором Бенито Муссолини.
Ле Корбюзье также проектировал оборудование интерьеров и мебель, такую как кресло «LC4 Chaise Lounge» и кресло «LC1» из кожи с металлическим каркасом.
Черты его личности неоднозначны: это и человек открытого сознания, и мистик, это и общественный лидер, организатор Международных Конгрессов современных архитекторов CIAM — и отшельник, прячущийся ото всех в своём крошечном домике-мастерской на мысе Кап-Мартен (Франция, Лазурный берег), это апологет рационального подхода, и одновременно архитектор, создававший сооружения, которые современникам казались верхом эксцентричности и иррациональности. Характерные особенности образа Ле Корбюзье — строгий тёмный костюм, галстук-бабочка, а также круглые роговые очки, делавшие его похожим на школьного учителя.
Творческая жизнь Ле Корбюзье включает несколько качественно различающихся этапов, внешне даже противоречащих друг другу, но связанных одной идеей: найти подлинно современный путь обновления среды жизни и деятельности человека Среди его покровителей были писатель Андре Мальро и политик Джавахарлал Неру.

## Основные этапы творческой деятельности

### Швейцарский период. 1887—1917 годы
Ле Корбюзье (настоящее имя Шарль-Эдуард Жаннере-Гри) родился 6 октября 1887 года в Швейцарии, в городе Ла-Шо-де-Фон, франкоязычного кантона Невшатель. Его предки происходили из Южной Франции, многие были живописцами и гравёрами. Его отец был «гравёром циферблатов», а мать пианисткой. В тринадцать с половиной лет Шарль-Эдуард поступил в Школу прикладных искусств в Шо-де-Фон, где обучался гравированию у Шарля Леплатенье. Обучение в Школе искусств базировалось на идеях движения «Искусства и ремёсла», основанного Уильямом Моррисом, а также на популярном в то время стиле ар нуво. С момента поступления в школу мальчик стал самостоятельно заниматься ювелирным делом и гравированием монограмм на крышках часов. Его интересовали многие культуры и в дальнейшем он привык к путешествиям: побывал на Балканах, в Малой Азии, Греции и Италии.
Свой первый архитектурный проект Э. Жаннере предпринял в неполных восемнадцать лет, с помощью профессионального архитектора. Это был жилой дом для гравёра Луи Фалле («дом Фалле» — англ. villa Fallet), члена совета Школы искусств. Когда строительство было закончено, на заработанные деньги Жаннере совершил свою первую образовательную поездку — по Италии и странам Австро-Венгрии. Около полугода Жаннере находился в Вене, где был занят новыми проектами жилых домов для Шо-де-Фона, изучал архитектуру Венского сецессиона, встречался с художниками и архитекторами, в частности с Йозефом Хоффманом. Увидев путевые рисунки, сделанные Жаннере, Хофман предложил ему работать у него в мастерской, от чего тот отказался, поскольку полагал, что «стиль сецессиона» (или стиль модерн, как его называют в России) уже не отвечает современным задачам.
Путешествие завершилось в Париже, где Жаннере провёл более двух лет (1908—1910), работая стажёром-чертёжником в бюро архитекторов братьев Огюста и Густава Перре, новаторов, пропагандировавших недавно изобретенный железобетон. В 1910 году около полугода он стажировался (вместе с Людвигом Мис ван Дер Роэ и Вальтером Гропиусом) в мастерской известного немецкого архитектора Петера Беренса в Нойбабельсберге под Берлином.
Позже с целью самообразования Жаннере предпринял ещё одно путешествие, на Восток (1911) — по Австро-Венгрии, Балканам (в том числе по Греции) и Малой Азии, где имел возможность изучать древние памятники, фольклор и традиционное народное строительство Средиземноморья. Эти путешествия стали его университетами и во многом сформировали его взгляды на изобразительное искусство и архитектуру.
Возвратившись на родину, Жаннере стал работать преподавателем в Школе искусств, той самой, где учился. В 1914 году открыл свою первую архитектурную мастерскую. В Ла-Шо-де-Фон им спроектировано несколько зданий, в основном это жилые дома, в частности, построенная для родителей «вилла Жаннере-Перре» (фр. villa Jeanneret-Perret, 1912). Заказ местного часового магната «вилла Швоб» (или «Турецкая вилла» — англ. villa Schwob, 1916—1918), по словам самого Ле Корбюзье, была первым проектом, в котором он почувствовал себя архитектором в полной мере.
В этот же период Жаннере создал и запатентовал весьма существенный для его творческой биографии проект «Дом-Ино» (англ. Dom-Ino House, 1914; совместно с инженером М. Дюбуа). В нём предугаданы возможности строительства из крупноразмерных сборных элементов, что по тем временам было новаторским. Концепцию Дом-Ино Корбюзье реализовал позднее во многих проектах.
В начале 1917 года Эдуард Жаннере покинул Ла-Шо-де-Фон и Швейцарию, чтобы надолго обосноваться в Париже.

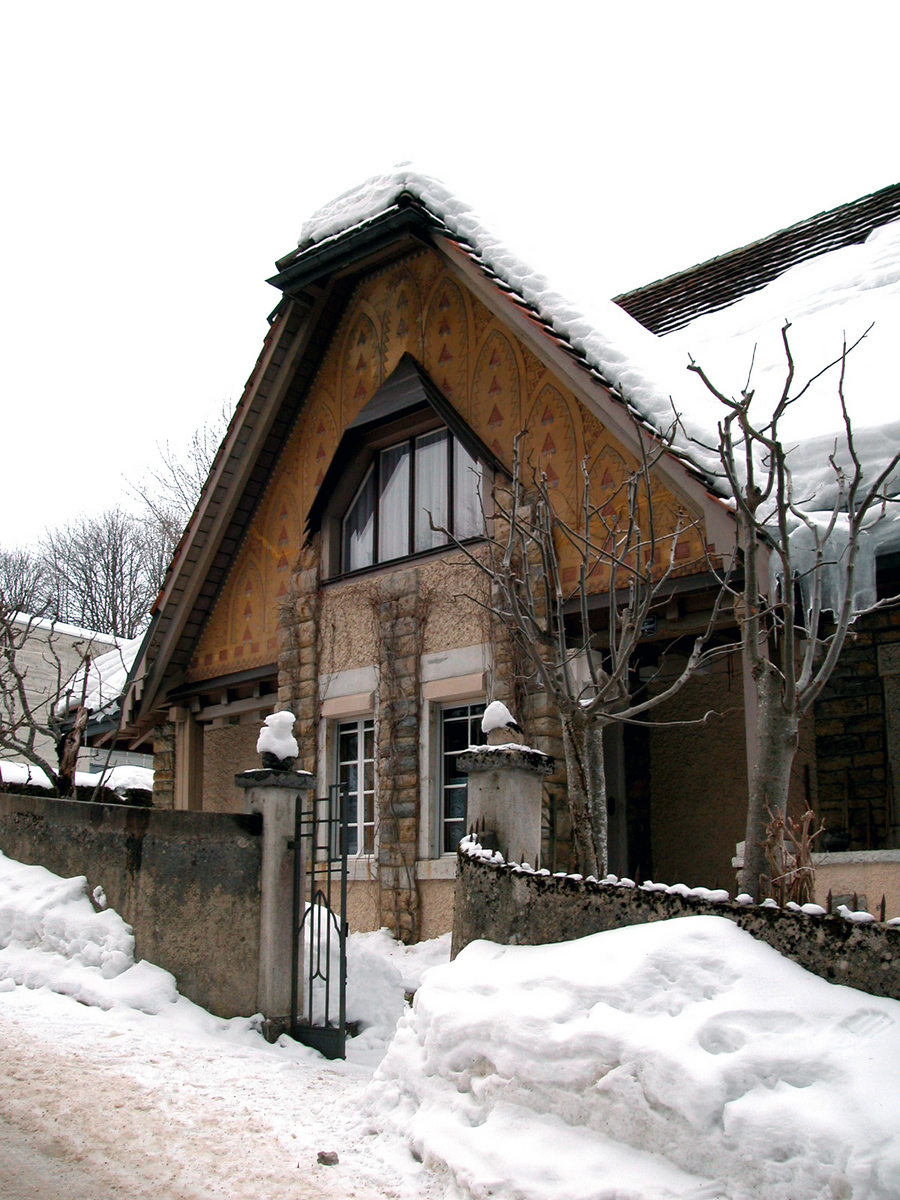
Вилла Фалле. 1905. Шо-де-Фон, Швейцария
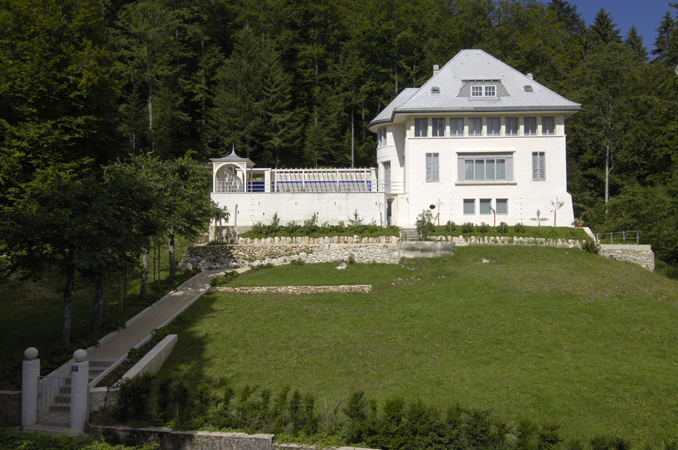
«Белый дом». Дом родителей. 1912. Шо-де-Фон, Швейцария
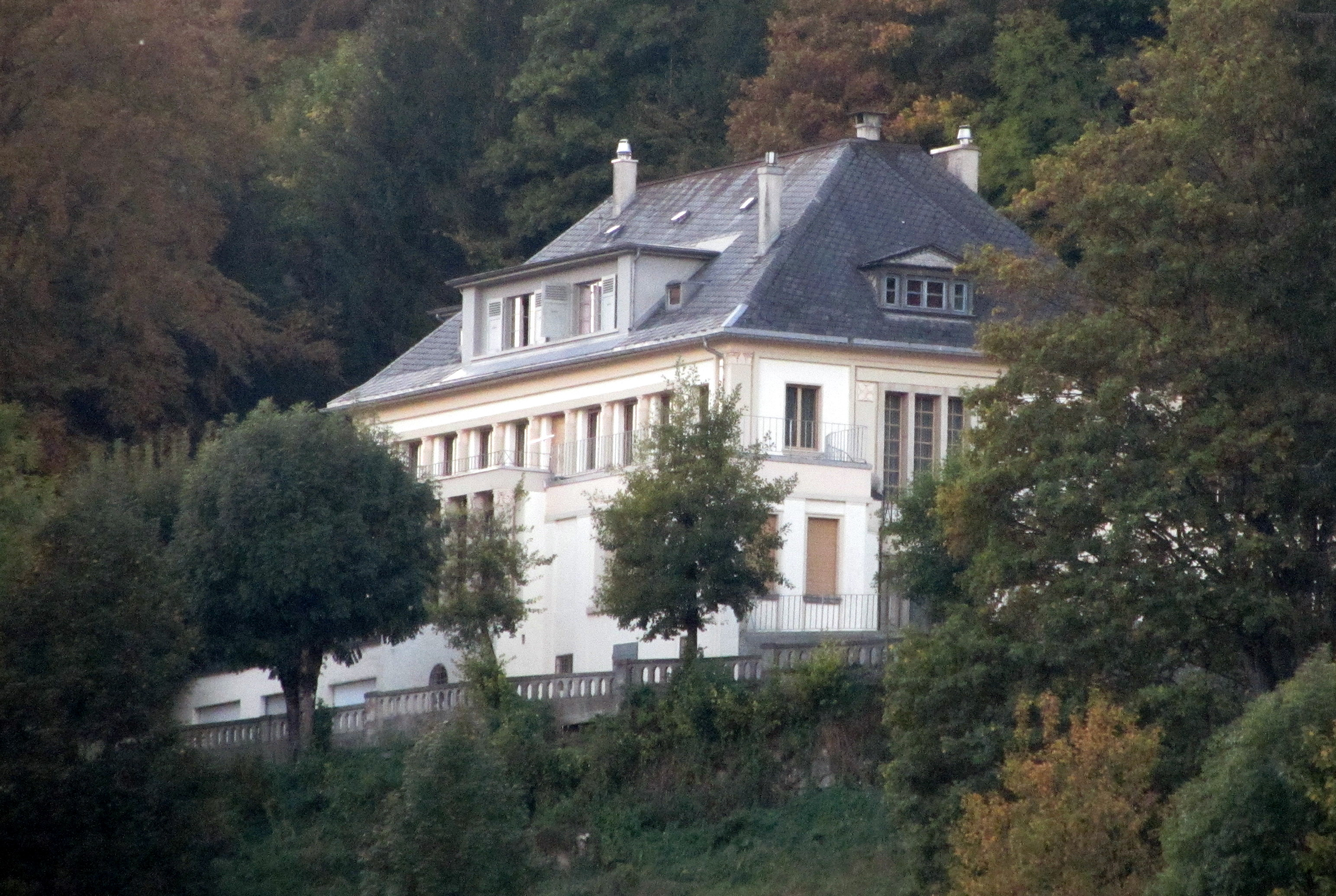
Вилла Фовр-Жако. 1912. Швейцария
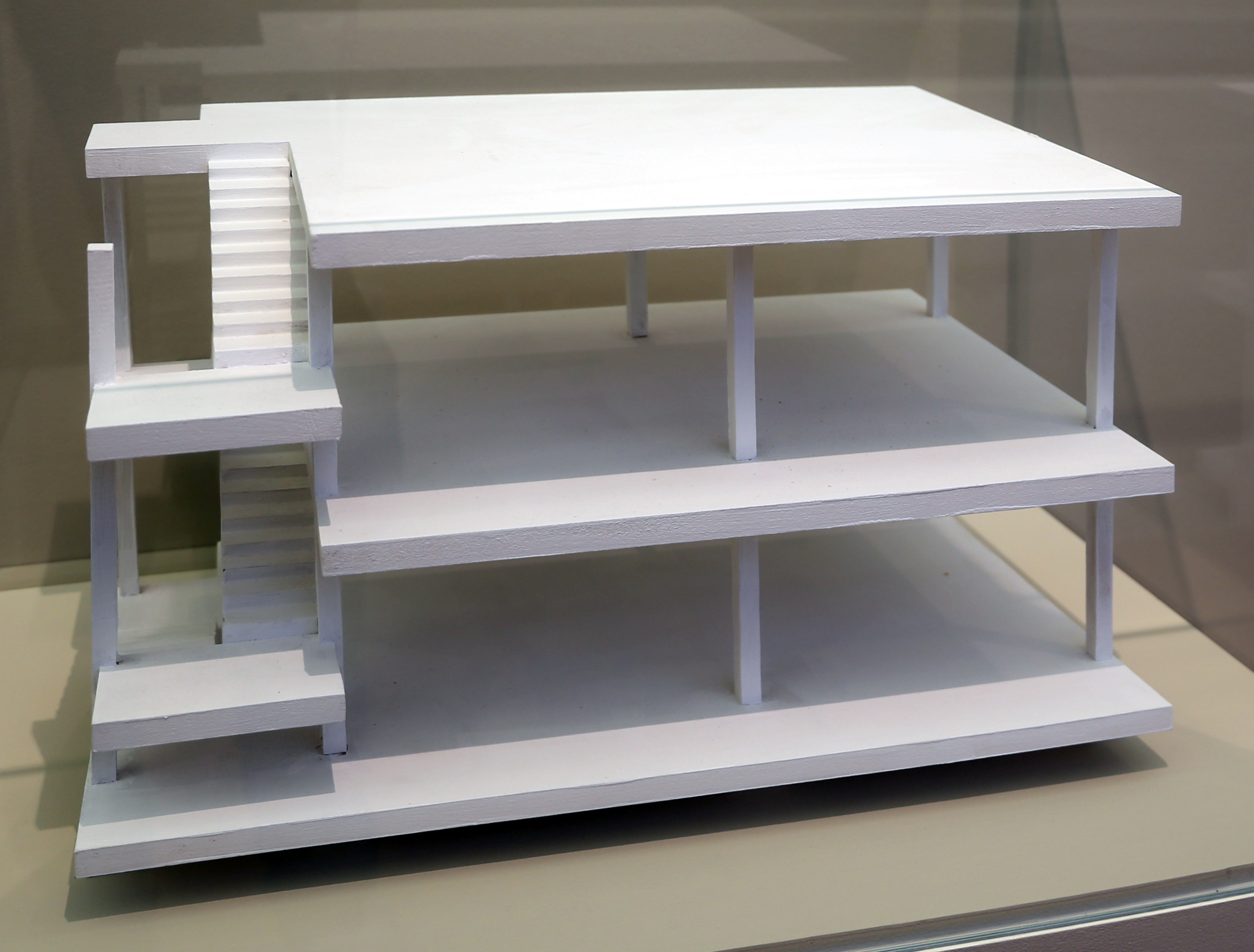
Дом-Ино. 1914—1915. Конструктивный макет
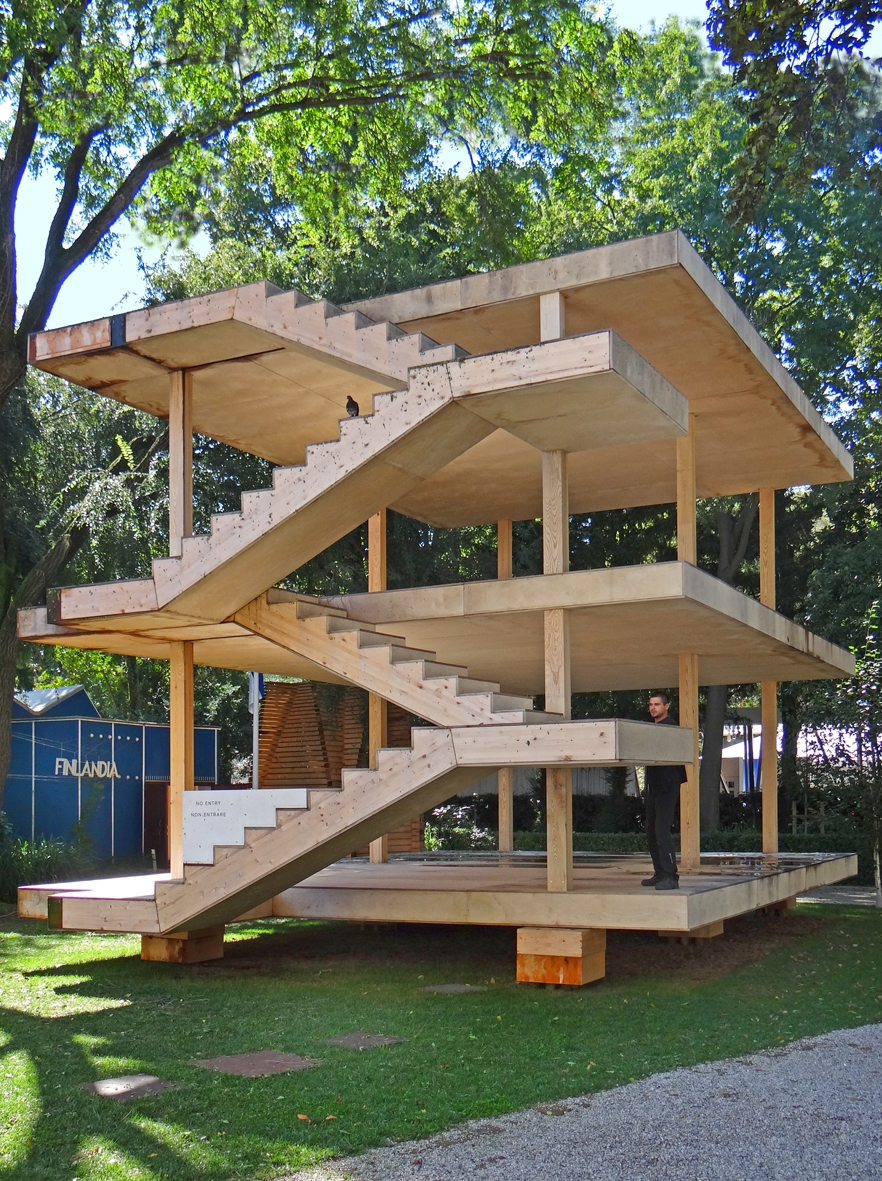
Дом Ино. Макет-воссоздание на Архитектурной Биеннале 2014 года, Венеция
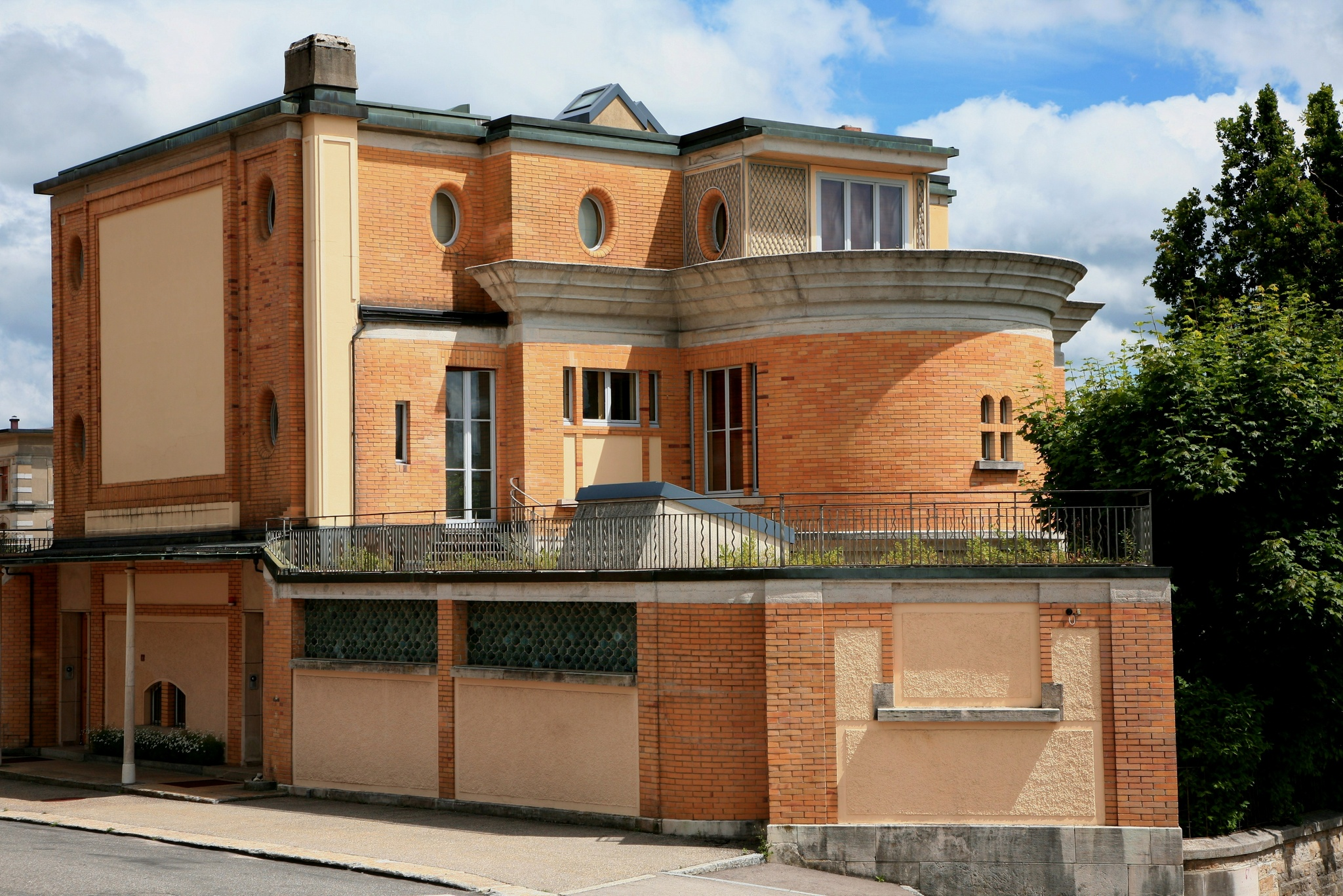
Вилла Швоб, или «Турецкая вилла». 1916–1918. Шо-де-Фон, Швейцария

### Период пуризма. Живопись. 1917—1920 годы
По приезде в Париж Шарль-Эдуар Жаннере работал архитектором-консультантом в «Обществе по применению армированного бетона» Макса Дюбуа. За время работы (апрель 1917 — январь 1919 годы), он выполнил много проектов, в основном технических сооружений, — водонапорная башня в Поденсаке (Жиронда), арсенал в Тулузе, электростанция на реке Вьен, скотобойни в Шаллюи и Гаршизи, и другие. Эти проекты, не отмеченные особой оригинальностью, не включались Ле Корбюзье в его «Полное собрание произведений». Работая в «Обществе…» Жаннере закладывает фабрику по производству строительных изделий в городе Альфортвиль и становится её директором. Известно, что в это же время он преподавал рисование в детской художественной студии.
В Париже Шарль-Эдуар встретил Амеде Озанфана, художника, который познакомил его с современной живописью, в частности, с кубизмом. Озанфан познакомил Жаннере с Жоржем Браком, Пабло Пикассо, Хуаном Грисом, Жаком Липшицем, а позднее — с Фернаном Леже. Под их влиянием Жаннере начал активно заниматься живописью, которая стала его второй профессией. Вместе с Озанфаном они устраивали совместные выставки, декларируя их как выставки «пуристов».
В манифесте «После кубизма» (1918), составленном Озанфаном и Жаннере, излагаются принципы «очищения действительности» от случайностей, несовершенства жизни ради создания идеальных, чистых форм. Согласно идее авторов манифеста, объект отображения должен быть заменён «пластическим эквивалентом», выражающим суть его внутренней конструкции. В живописных произведениях, главным образом натюрмортах, Озанфан и Жаннере приближались к линеарной и силуэтной графике, превращая силуэты обыденных предметов в «чистую архитектонику» — игру линий, форм, пятен изысканных очертаний, «очищенных» от случайных, несущественных деталей .
В 1920 году Жаннере и Озанфан, с финансовой поддержкой швейцарского бизнесмена Рауля Ла Роша, начали выпускать художественный журнал «Новый дух (L’Esprit Nouveau)». Архитектурный отдел в нём вёл Жаннере, подписывая свои статьи псевдонимом «Ле Корбюзье». В журнале «Эспри Нуво» впервые опубликованы «Пять отправных точек современной архитектуры» Ле Корбюзье — своеобразный свод правил новейшей архитектуры. В 1920 году в этом журнале были напечатаны первые три главы капитального труда Ле Корбюзье «К архитектуре». Эта книга, полностью опубликованная в 1923 году, оказала мощное воздействие на молодых архитекторов разных стран.
В 1925 году для Международной выставки современных декоративных и промышленных искусств в Париже Ле Корбюзье спроектировал и построил павильон «Эспри Нуво». Используя форсированные цветовые сочетания и напряжённый ритм плоскостей и линий, он создал новое «открытое» архитектурное пространство, в котором за счёт подвижных перегородок и больших окон внешнее пространство как бы проникает внутрь дома, а внутреннее, кажется, продолжается снаружи. Новаторское сооружение вызвало на выставке «разгромную» критику.
В те годы обычный режим дня Ле Корбюзье представлял собой утро, отведённое живописи, а послеобеденное время — архитектуре. Однако живопись была необычна, скорее это архитектоничная цветная графика: полуабстрактные композиции, где главное — ритм цветовых пятен, динамичное равновесие и пластика линий. «Основой творчества Ле Корбюзье в обеих областях является его пространственная концепция. Архитектура и живопись — это только два различных инструмента, с помощью которых он выражает одну и ту же концепцию. Архитектор сознательно выбирал самые будничные предметы: бутылки, стаканы, чтобы содержание не отвлекало от самой живописи». Ле Корбюзье интерпретировал по единой пространственной концепции внешнее и внутренне пространство в живописи и архитектуре. Сам архитектор говорил: «Нет ни просто скульпторов, ни просто живописцев, ни просто архитекторов. Пластическое событие совершается в „ЕДИНОЙ ФОРМЕ“ на службе поэзии» .
В 1960 году Хайди Вебер, швейцарский коллекционер произведений искусства и верная поклонница Ле Корбюзье, предложила архитектору спроектировать выставочное здание. Ле Корбюзье создал новый вариант павильона «Эспри Нуво» из стали и стекла в сочетании с разноцветными эмалированными пластинами, прикреплёнными к центральному каркасу, а сверху предусмотрел «свободно парящую» крышу, чтобы защитить дом от дождя и солнца.
В 1967 году после смерти Ле Корбюзье Хайди Вебер создала в Швейцарии музей (Фонд Хайди Вебер, или Центр Ле Корбюзье), разместив внутри павильона (закончен после смерти Ле Корбюзье) картины и скульптуры архитектора, а также образцы мебели, сделанные по его проектам.

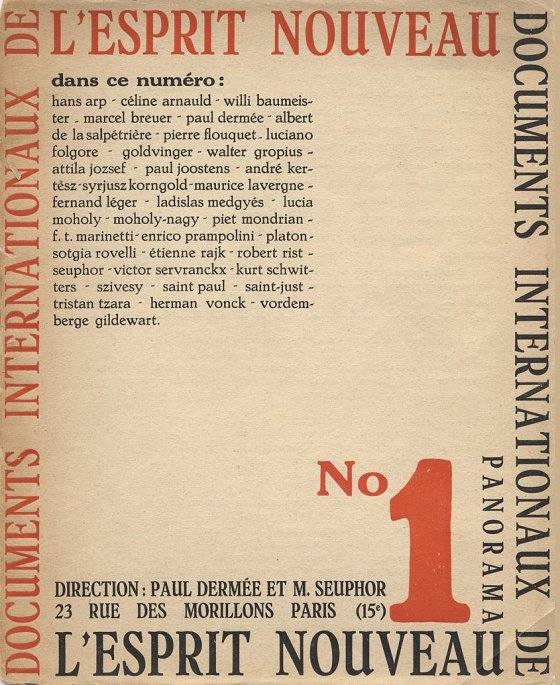
Обложка журнала «Эспри Нуво». 1920. № 1
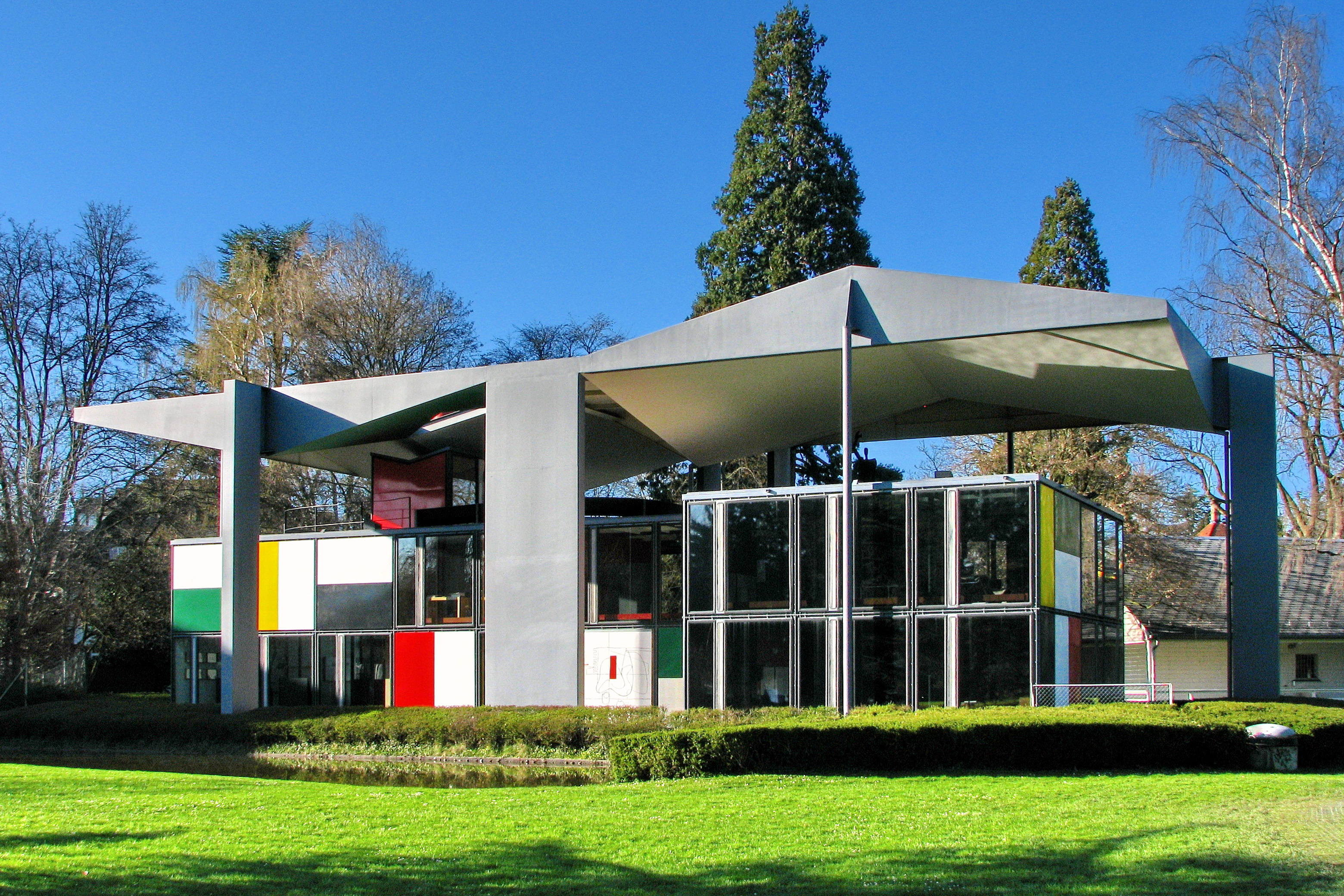
Павильон Ле Корбюзье. 1967. Музей Хайди Вебер. Цюрих, Швейцария
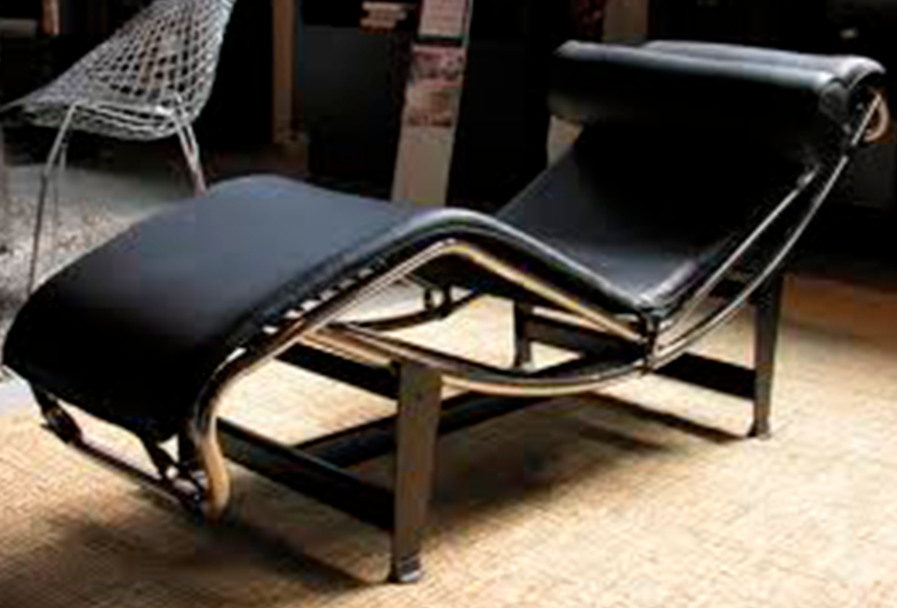
Шезлонг LC4. По рисунку Ле Корбюзье. 1928
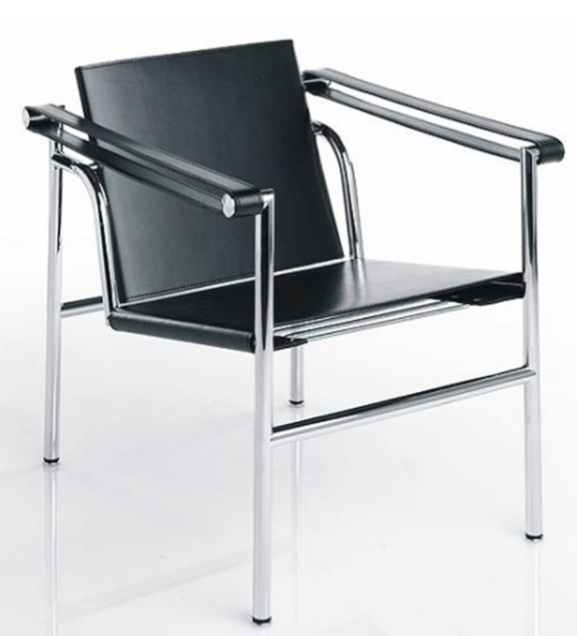
Кресло LC1. По рисунку Ле Корбюзье. 1928
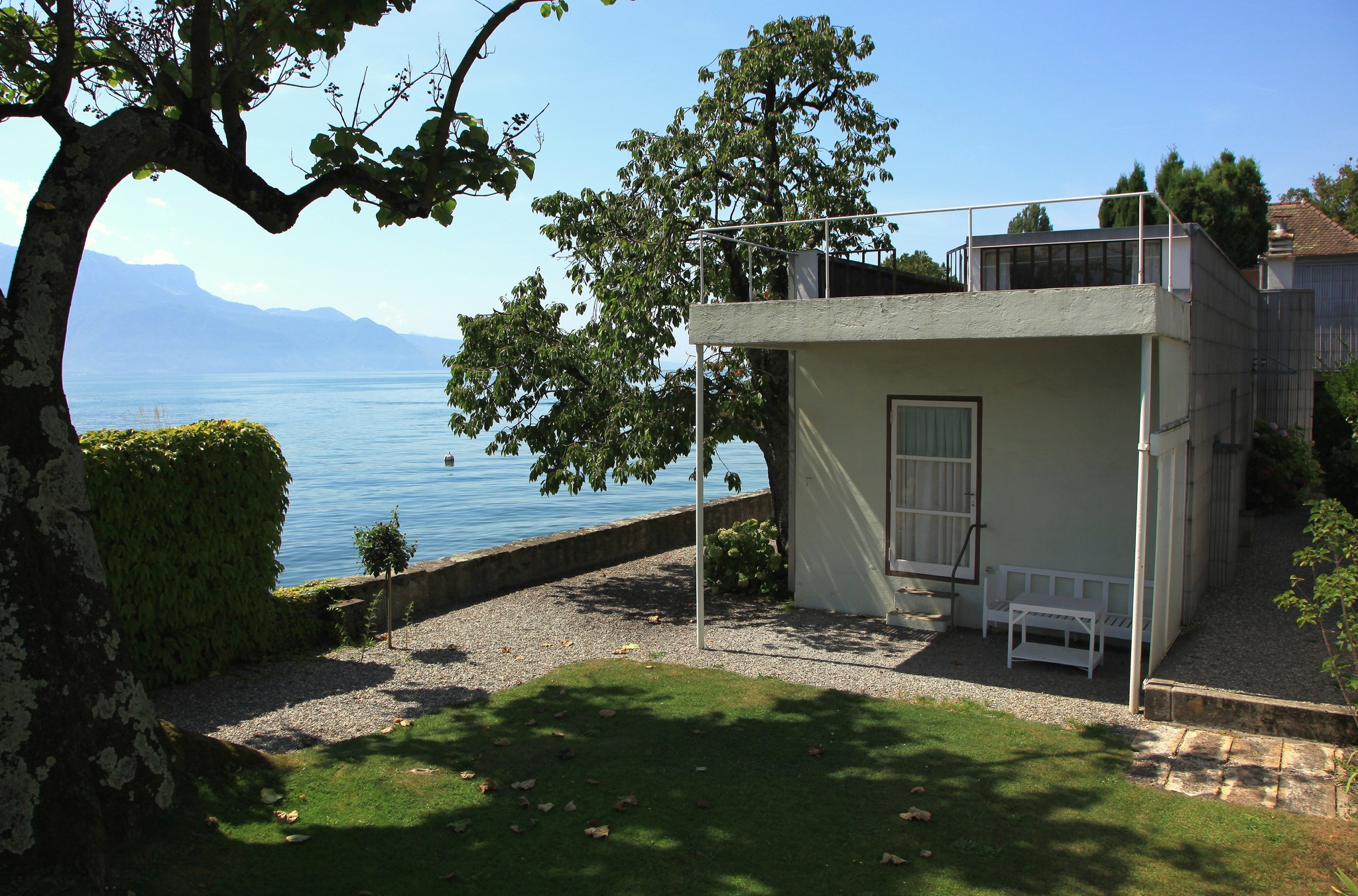
Вилла у озера. 1923-1925. Корсо, Швейцария

### Виллы 1920-х годов и градостроительные проекты
В 1922 году Ле Корбюзье открыл в Париже собственное архитектурное бюро; в сотрудники он взял своего двоюродного брата Пьера Жаннере, который стал его постоянным компаньоном. В 1924 году они арендовали крыло старого парижского монастыря по адресу ул. Севр, 35. В этой импровизированной мастерской было создано большинство проектов Корбюзье, здесь же работала группа его помощников.
В 1920-е годы Ле Корбюзье спроектировал и построил несколько богатых вилл, создавших ему имя; большинство из них расположены в Париже или его окрестностях. Это постройки яркого модернистского стиля; их совершенно новая и даже вызывающая для своего времени эстетика заставила говорить о Корбюзье как о новом лидере европейского архитектурного авангарда. Главные из них — Вилла Ла Рош / Жаннере (англ. Villa La Roche, 1924), вилла Штейн в Гарше (фр. Villa Stein, 1927), вилла Савой в Пасси (фр. Villa Savoye, 1929). Характерные особенности этих построек — простые геометрические формы, белые гладкие фасады, горизонтальные окна, использование внутреннего каркаса из железобетона. Отличает их также новаторское использование внутреннего пространства — так называемый «свободный план».
Для выставки «Осенний Салон» 1922 года братья Жаннере представили макет «Современного города на 3 миллиона жителей» (Ville Contemporaine), в котором предлагалось новое видение города будущего. Впоследствии этот проект был преобразован в «План Вуазен» (1925) — предложение по радикальной реконструкции центра Парижа. Планом Вуазен предусматривалось строительство нового делового центра на полностью расчищенной территории; для этого предлагалось снести 240 гектаров старой городской застройки. Восемнадцать одинаковых небоскрёбов-офисов в 50 этажей каждый располагались по плану свободно, на расстоянии друг от друга. Высотные здания дополняли горизонтальные структуры у их подножия — с функциями всевозможного обслуживания. Застраиваемая площадь составляла при этом всего 5 %, а остальные 95 % территории отводились под магистрали, парки и пешеходные зоны (по сопроводительной аннотации Ле Корбюзье). «План Вуазен» широко обсуждался во французской прессе и стал своего рода сенсацией.
В данном и других подобных проектах — это планы для Буэнос-Айреса (1930), Антверпена (1932), Рио-де-Жанейро (1936), «План Обюс» для Алжира (фр. Plan Obus, 1931) — Ле Корбюзье развивал новые градостроительные концепции. Главная цель заключалась в том, чтобы посредством новых планировочных подходов повысить комфорт проживания в перенаселённых городах, создать в них зелёные зоны (концепция «зелёного города»), обеспечить доступ света и воздуха, создать современную сеть транспортных магистралей — и всё это при значительном увеличении высоты зданий и плотности населения. В этих проектах Корбюзье проявил себя как последовательный урбанист.
В 1924 году по заказу промышленника Анри Фрюже в пригороде Пессак под Бордо был возведён по проекту Корбюзье городок «Современные дома Фруже» (фр. Quartiers Modernes Frugès). Этот городок, состоящий из 50 двух- и трёхэтажных жилых домов, был одним из первых опытов строительства серийных (типовых проектных) домов во Франции. Здесь применены четыре основных типа здания, различные по конфигурации и планировке — ленточные дома (тип «аркада»), отдельно стоящие (тип «небоскрёб»), блокированные «ленточные дома», и так далее. В этом проекте Корбюзье пытался предложить различные образцы современных домов по доступным ценам — простых форм, несложных в строительстве, и обладающих при этом современным уровнем комфорта.

### Архитектурная теория
В 1926 году Ле Корбюзье сформулировал свой кодекс архитектора — «Пять отправных точек современной архитектуры», где были определены основные принципы нового стиля. Он рассматривал архитектуру прежде всего как воплощение внутренней идеи объекта. Его ранняя архитектурная концепция обнаруживает условное сходство с учением Платона об эйдосе.
Ле Корбюзье полагал, что цвет играет важную роль в вызывании эмоций и создании пространственных иллюзий, теория цвета Ле Корбюзье была описана в его книге «PolyChromie Architecturale» («Полихромная архитектура»), опубликованной в 1931 году. В ней он представил свою концепцию и тщательно подобранную палитру 43 цветов, предназначенных для использования в конкретных архитектурных контекстах, а в 1959 году дополнил её 20 новыми оттенками, доведя общее количество цветов до 63.
В 1945 году Ле Корбюзье начал работу над собственной теорией гармонии и системой пропорционирования в архитектуре. В 1948 году в Париже вышла его книга «Mod-1» («Модулор-1»), или «Опыт соразмерной масштабу человека всеобщей гармоничной системы мер, применимой как в архитектуре, так и в механике». В 1955 году опубликована книга «Mod-2», или «Слово за теми, кто пользовался модулором».
Ле Корбюзье подчёркивал, что в связи с переходом в 1795 году от античной системы антропоморфных мер к метрической системе, основанной на искусственно введённом натуральном ряде чисел, был утрачен эффект гармонического резонанса пропорций человека и окружающей среды. Современная архитектура стала чуждой человеку, прежде всего пропорционально, а затем, как неизбежное следствие, эмоционально и духовно. Убедившись на собственном опыте в изъянах индустриального метода изготовления стандартных элементов крупноблочного строительства, Ле Корбюзье разработал инструмент пропорционирования, «настроенный» на шкалу гармоничных величин — «золотых отрезков», соотнесённых с размерами частей тела. По замыслу архитектора с помощью его пропорциональной системы можно устанавливать не единый (метрический) стандарт, а множество размеров строительных деталей, соблюдая многообразие сопрягаемых элементов. Их взаимные размеры будут антропоморфными и, следовательно, способными вызывать ощущения гармонического резонанса. Система предложенных им модулей могла бы успешно применяться в архитектурном и дизайнерском проектировании.
Ле Корбюзье ездил по миру с лекциями, выступал на съездах архитекторов, конференциях и семинарах, убеждая промышленников, банкиров и строителей в преимуществах «Модулора». Однако изобретение не оправдало возложенных на него надежд. В индустриальном мире удобнее и выгоднее пользоваться универсальной метрической системой кратных отношений, чем возиться с множеством иррациональных чисел. Но гротескный рисунок фигуры человека с поднятой рукой из «Модулора» стал не только неофициальной эмблемой архитектора, но и, в некотором отношении, символом архитектуры XX века.

План Вуазен. Макет. 1925
Модулор. Шкалы антропоморфных мер. 1948
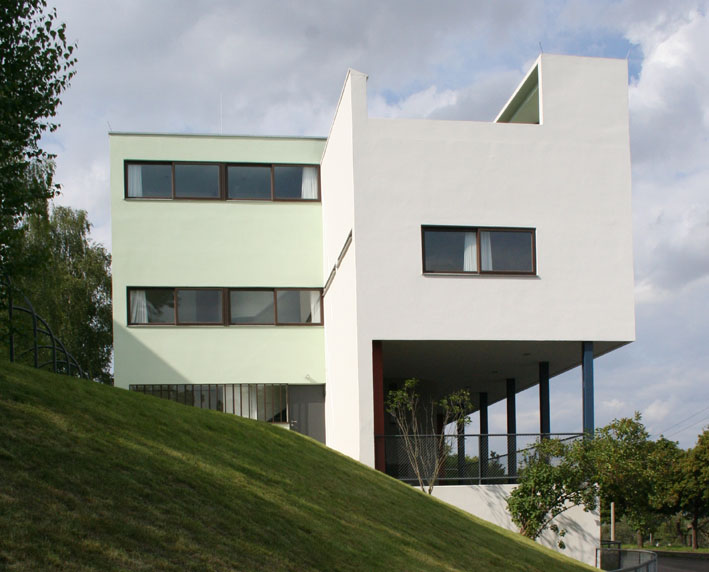
Жилой дом в посёлке Вейссенгоф, Штутгарт, Германия. 1927
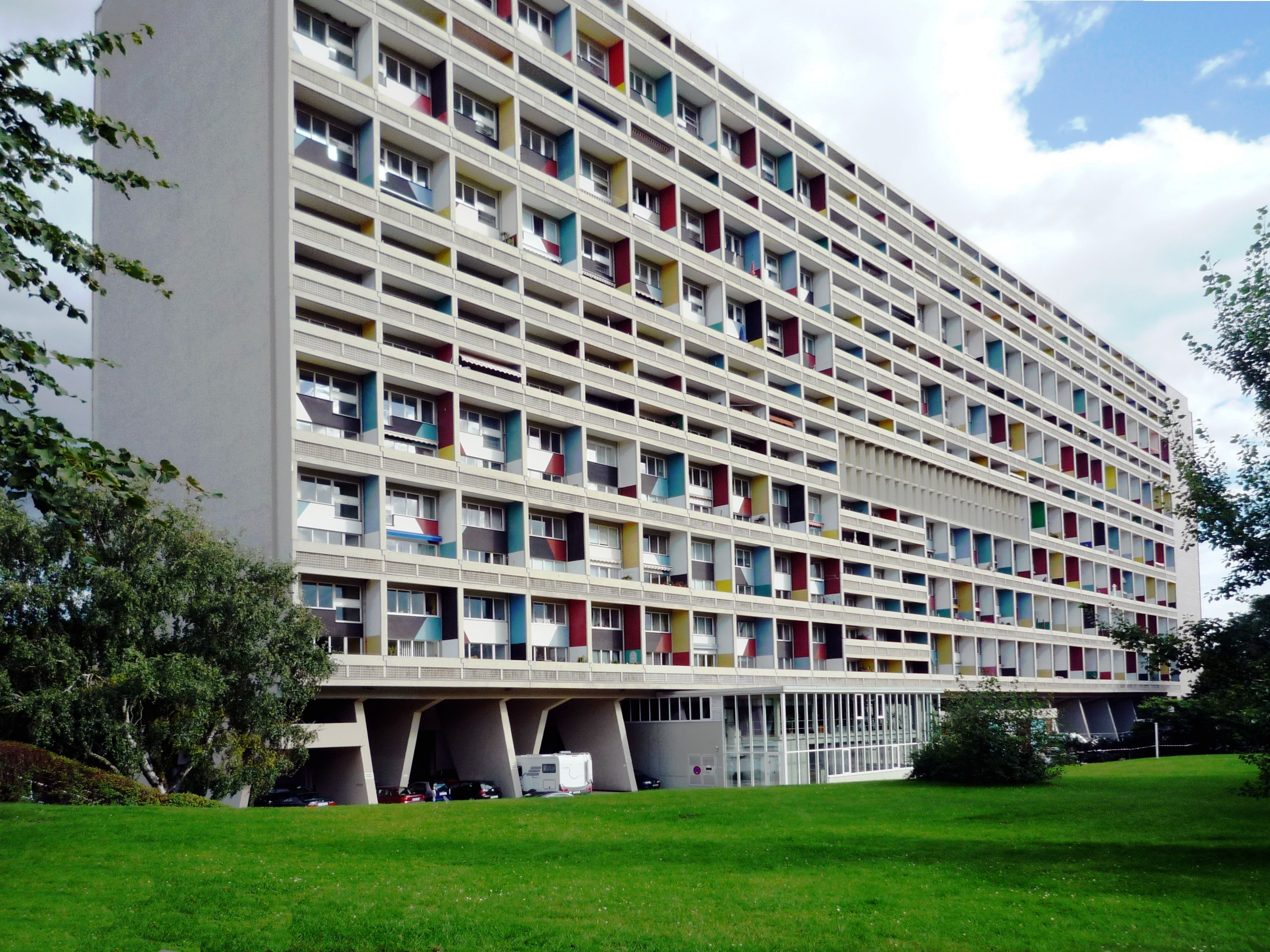
Дом Корбюзье («Объединённое обитание»). Построен для Международной архитектурной выставки (Interbau). 1957. Берлин
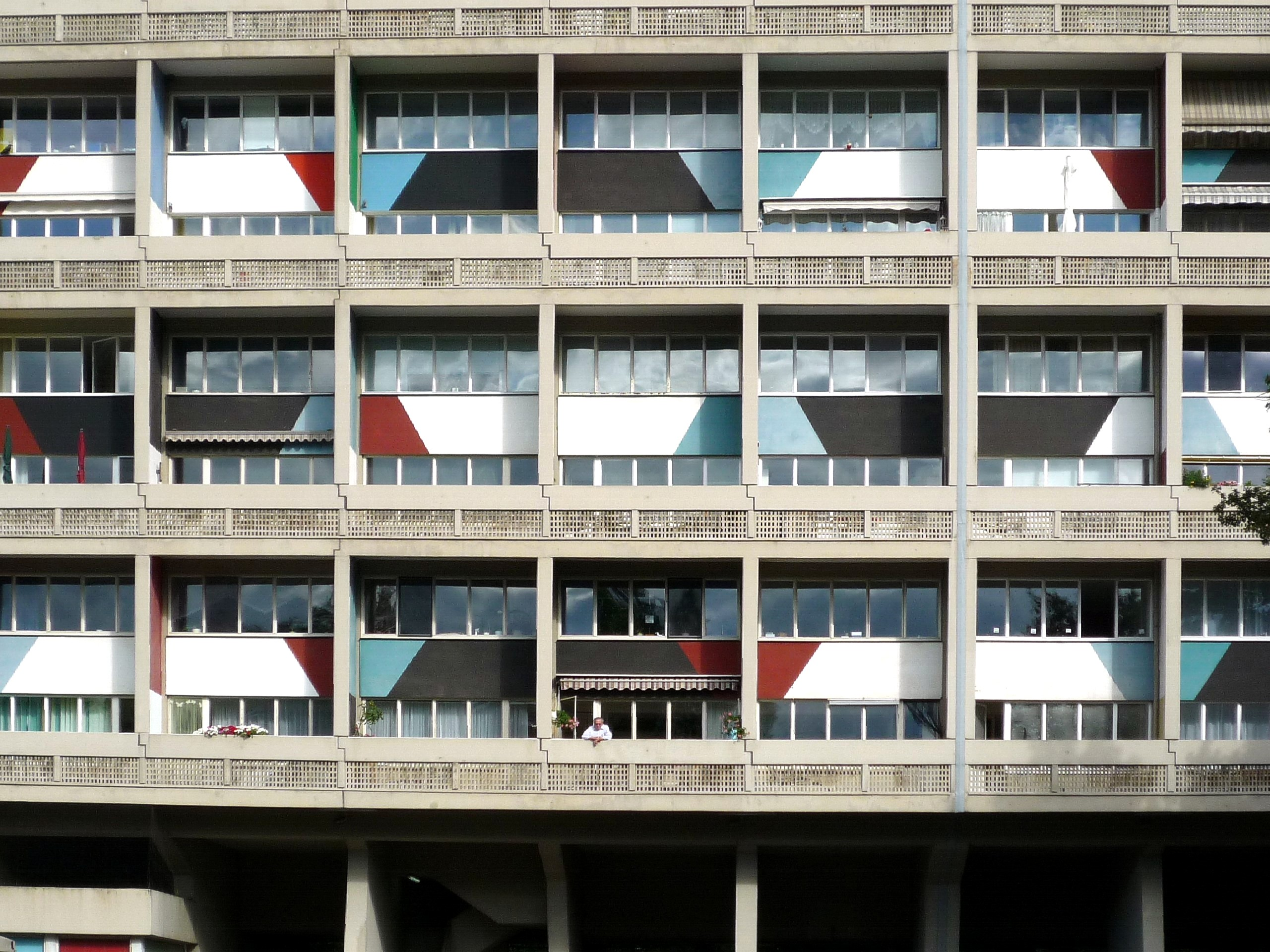
Жилые ячейки Дома Корбюзье
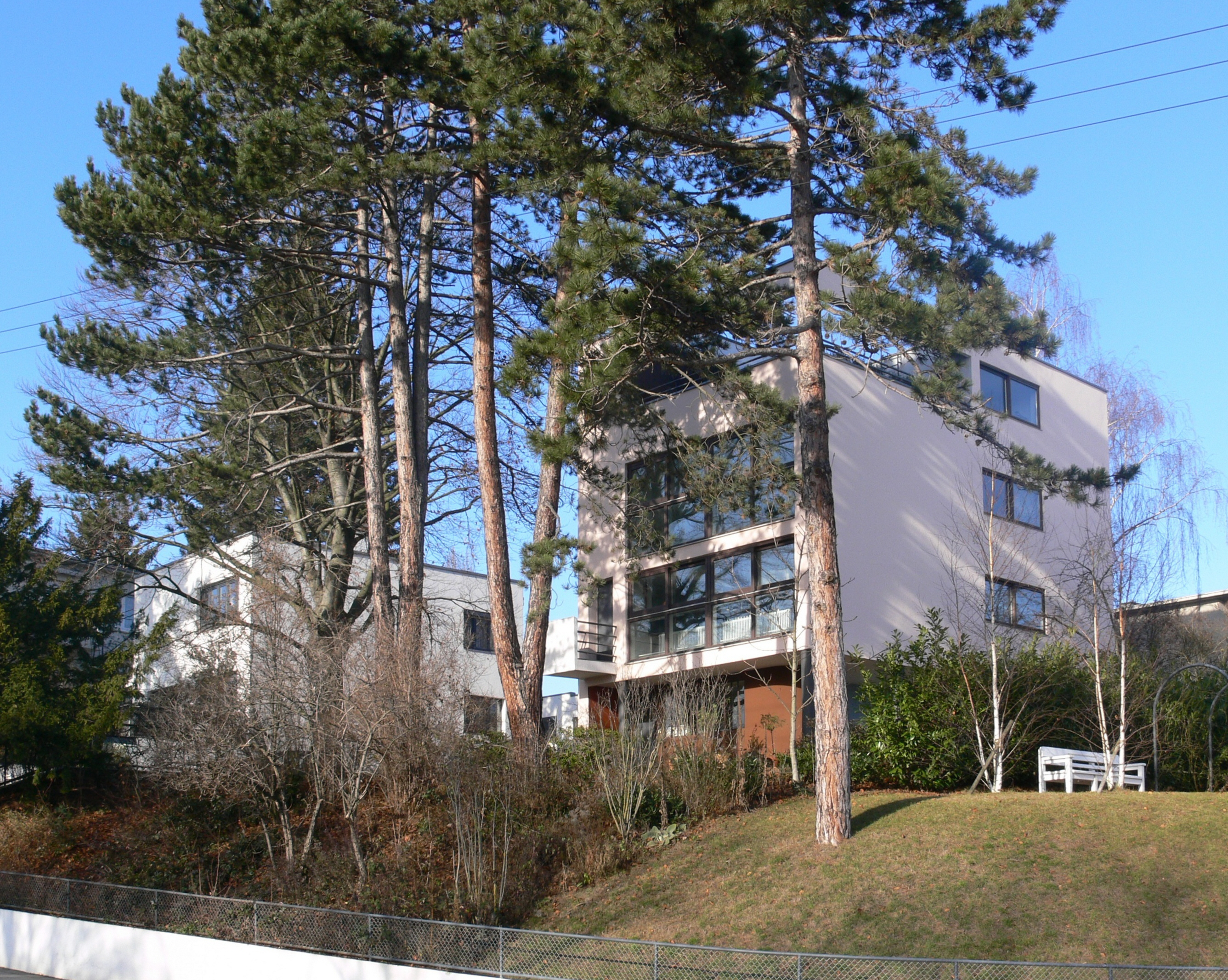
Дом Ситроан. Отдельная «жилая единица» на одну семью как элемент многоквартирного дома. Проект 1920 г. Штутгарт
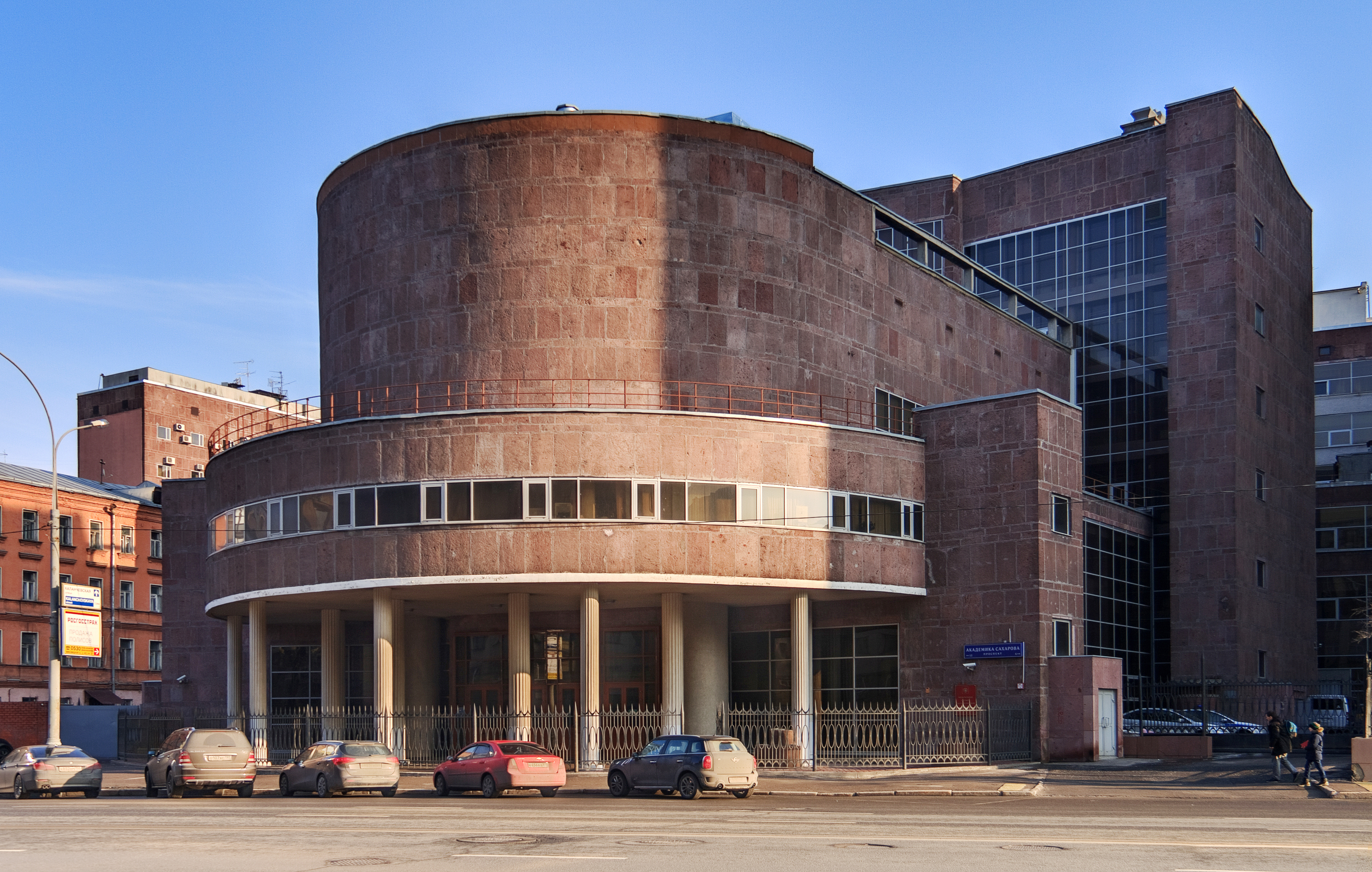
Здание Центросоюза в Москве. Проект 1928 г.

### «Интернациональный стиль»
К началу 1930-х имя Ле Корбюзье становится широко известным, к нему начинают поступать крупные заказы. Один из первых — Дом Армии спасения в Париже (1929—1931). В 1928 году Корбюзье участвовал в конкурсе на здание московского Дома Центросоюза, построенном в 1928—1935 годах. Это здание явилось принципиально новым примером архитектурной композиции. Огромная масса закруглённого корпуса создаёт «провокационное», но выразительное впечатление: вопреки законам тектоники тяжёлая верхняя часть покоится на тонких колоннах. Строительство (с существенными отступлениями от проекта)  осуществлялось под руководством архитектора Николая Колли. До настоящего времени эта постройка вызывает дискуссии и неоднозначные оценки.
В связи со строительством Дома Центросоюза Ле Корбюзье неоднократно приезжал в Москву — в 1928, 1929 и 1930 годах. Здесь он встречался с Таировым, Мейерхольдом, Эйзенштейном, восхищался творческой атмосферой, царившей в стране в то время, и особенно — достижениями советского архитектурного авангарда: братьев Весниных, Моисея Гинзбурга, Константина Мельникова. Он завязал дружескую переписку с Александром Весниным.
Ле Корбюзье участвовал в международном конкурсе на здание Дворца Советов для Москвы (1931). Его необычайно смелый, новаторский по замыслу проект предусматривал потолок Большого зала, подвешенный на тросах, укреплённых на параболической железобетонной арке. Эта идея, по оценке Зигфрида Гидиона, часто встречавшегося с Корбюзье, представляет собой «по замыслу самую смелую его работу» .
По словам архитектора Н. Д. Колли, соавтора проекта Центросоюза, Корбюзье подробно изучал все выпуски советского журнала Современная архитектура. В двух номерах журнала (1928, № 6, и 1929, № 1) он указан даже как член редколлегии. О русском архитекторе Иване Леонидове, проекты которого активно публиковались в «Современной архитектуре», Корбюзье сказал: «Есть люди с абсолютным музыкальным слухом. Так вот ваш Иван Леонидов обладает абсолютным архитектурным слухом».
Открытием для архитектурного мира стал построенный Корбюзье в 1930—1932 годах Швейцарский павильон в Париже — общежитие швейцарских студентов на территории Интернационального студенческого городка. Его оригинальность — в новизне композиции; её наиболее неожиданным моментом были открытые опоры-колонны первого этажа, необычные по форме, эффектно сдвинутые к продольной оси здания. Сразу после завершения строительных работ Швейцарский павильон привлёк внимание критики и прессы, заставил говорить о себе. В послевоенные годы на одной из стен библиотечного холла Корбюзье создал большую настенную абстрактную роспись.
В 1935 году Ле Корбюзье посетил Соединённые Штаты Америки, совершил турне с лекциями по городам страны — Нью-Йорк, Йельский университет, Бостон , Чикаго, Мэдисон, Филадельфия, опять Нью-Йорк, Колумбийский университет. В 1936 году он вновь совершил подобную поездку, теперь уже в Южную Америку. В Рио-де-Жанейро, помимо чтения лекций, Корбюзье активно участвовал в разработке проекта здания Министерства просвещения и образования (архитекторы Лусио Коста и Оскар Нимейер). По его инициативе на высотном офисном блоке этого комплекса было применено сплошное остекление, а также наружные солнцезащитные жалюзи-солнцерезы, — один из первых опытов такого рода.
Ле Корбюзье был одним из основателей международных конгрессов CIAM — съездов современных архитекторов разных стран, объединённых идеей обновления архитектуры. Первый конгресс CIAM состоялся в 1928 году в Ла Сарраз, Швейцария. Градостроительные концепции Корбюзье легли в основу «Афинской хартии», принятой на IV Международном конгрессе CIAM в 1933 году в Афинах. Свои теоретические взгляды Ле Корбюзье изложил в вышедших в этот период книгах «К архитектуре» (1923), «Градостроительство» (1925), «Лучезарный город» (1935) и других.
Все эти годы (1922—1940) в мастерской Корбюзье в Париже на улице Севр работали в качестве стажёров-учеников молодые архитекторы из разных стран. Некоторые из них стали впоследствии известными и даже знаменитыми, как например, Кунио Маэкава (Япония), Дзюндзо Сакакура (Япония), Хосеп Льюис Серт (Испания—США), Андре Вожански (Франция), Альфред Рот (Швейцария—США), Максвелл Фрай (Англия) и другие.
Корбюзье был женат на Ивон Гали (фр. Yvonne Gallis), из Монако, с которой познакомился в Париже в 1922 году, официально брак был оформлен в 1930 году. В том же году Корбюзье принял французское гражданство.

### Период 1940—1947 годов
В 1940 году, в связи с нацистской оккупацией, мастерская Корбюзье была закрыта, а сам он с женой переехал на ферму вдали от Парижа, в муниципалитет Озон (Верхние Пиренеи). В 1942 году Корбюзье совершил поездку в Алжир с целью продвижения своего градостроительного проекта города Алжир. Вернувшись в том же году в Париж, ввиду отсутствия заказов, он занимался теорией, рисовал, писал книги. В Париже им было основано научно-исследовательское общество Ascoral (Ассамблея строителей ради обновления архитектуры), в котором он председательствовал.
После освобождения во Франции начались восстановительные работы, и Корбюзье пригласили в качестве проектировщика-градостроителя. Им были выполнены планы реконструкции городов Сен-Дьё (1945) и Ла-Рошель (1946) (не реализованы), ставшие оригинальным вкладом в теорию градостроительства. В этих проектах впервые появляется так называемая «жилая единица» Ле Корбюзье — фр. Unité d'habitation, прообраз будущего Марсельского блока. В этих, как и в других градостроительных проектах, осуществляемых в то время, последовательно проводится идея «Лучезарного города» (фр. «La Ville radieuse»).
В Сен-Дьё по заказу промышленника Дюваля Ле Корбюзье возводит здание мануфактуры Клод и Дюваль (1946—1951) — четырёхэтажный блок с производственными и офисными помещениями, со сплошным остеклением фасадов. В мануфактуре Дюваль были применены так называемые солнцерезы — изобретённые Корбюзье особые навесные конструкции, защищающие остеклённый фасад от прямых солнечных лучей. С этого момента солнцерезы становятся своеобразным фирменным знаком построек Корбюзье, где они выполняют одновременно и служебную и декоративную роль.
В 1946 году Корбюзье вместе с другими известными архитекторами из разных стран (Нимейер, Ричардсон, Маркелиус, и другие) был приглашён для проектирования комплекса штаб-квартиры ООН на берегу Ист-ривер в Нью-Йорке. Он работал над этим проектом с января по июнь 1947 года. По некоторым причинам у него не получилось участвовать в проекте до полного завершения, и официально Корбюзье в списке авторов не фигурировал. Тем не менее общая планировка комплекса и особенно высотное 50-этажное здание Секретариата (построено — 1951 году) в значительной степени отражают его проектные предложения.

### «Новый экспрессионизм» и брутализм. 1950—1965 годы
Начало 1950-х знаменует новый период творчества Ле Корбюзье, характерный радикальным обновлением стиля. Он уходит от аскетизма и пуристской сдержанности своих прежних работ. Теперь его почерк отличается разнообразием форм, многообразием ритмов, контрастом фактур, поверхностей. Построенные в эти годы здания, вновь заставляют говорить о появлении нового стиля. Прежде всего, это Марсельская жилая единица (Unité d’habitation, 1947—1952) — многоквартирный жилой дом в Марселе, расположенный особняком на просторном озеленённом участке. Корбюзье использовал стандартизированные квартиры «дуплекс» (в двух уровнях) с лоджиями, выходящими на обе стороны дома. Изначально «Марсельская жилая единица» была задумана как эксперимент с идеей коллективного проживания (своего рода коммуны). В этом проекте архитектор попытался осуществить свою социалистическую идею: объединить под одной крышей полторы тысячи жильцов, 337 квартир 23 типов с торговым центром в средней части здания, с библиотекой и столовой в нижней части. На этаже торгового центра разместились общественные кухни и прачечные, химчистка, парикмахерские, почта. На верхнем, 17-м этаже расположены детские ясли, а на крыше — спортивные площадки, солярий, бассейн. На ограждающих стенах лоджий впервые в таком масштабе применена раскраска в яркие чистые цвета. В этом проекте также широко применялось пропорционирование по системе «Модулора».
Подобные «Жилые единицы» (частично видоизменённые) были возведены позднее в городах Нант-Резе́ (1955), Бри-ан-Форе (1961), Фирмини (1968) (Франция), в Западном Берлине (1957). В этих постройках воплотилась идея «Лучезарного города» Корбюзье — города, благоприятного для существования человека.
В 1950 году по приглашению индийских властей штата Пенджаб Корбюзье приступил к осуществлению самого масштабного проекта своей жизни — проекта новой столицы штата, города Чандигарх. Город, включающий административный центр, жилые кварталы со всей инфраструктурой, школы, гостиницы и многое другое, строился в течение примерно десяти лет (1951—1960, достраивался на протяжении 1960-х гг.). Сотрудничали с Ле Корбюзье в проектировании Чандигарха архитекторы из Англии, супруги Максвелл Фрай и Джейн Дрю, а также Пьер Жаннере (брат Корбюзье), — три главных архитектора, которые осуществляли надзор за строительством. С ними работала также большая группа индийских архитекторов во главе с М. Н. Шарма.
В это время построен ряд зданий, закрепивших его славу первого европейского архитектора. Главные из них — капелла Роншан (1955, Франция), Бразильский павильон в студенческом городке в Париже, комплекс монастыря Ля Туретт (1957—1960), здание Музея западного искусства в Токио (1959). Здания, очень разные по своему архитектурному образу, пластическому решению, объединяет одно — это все оригинальные, новаторские для своего времени произведения архитектуры.

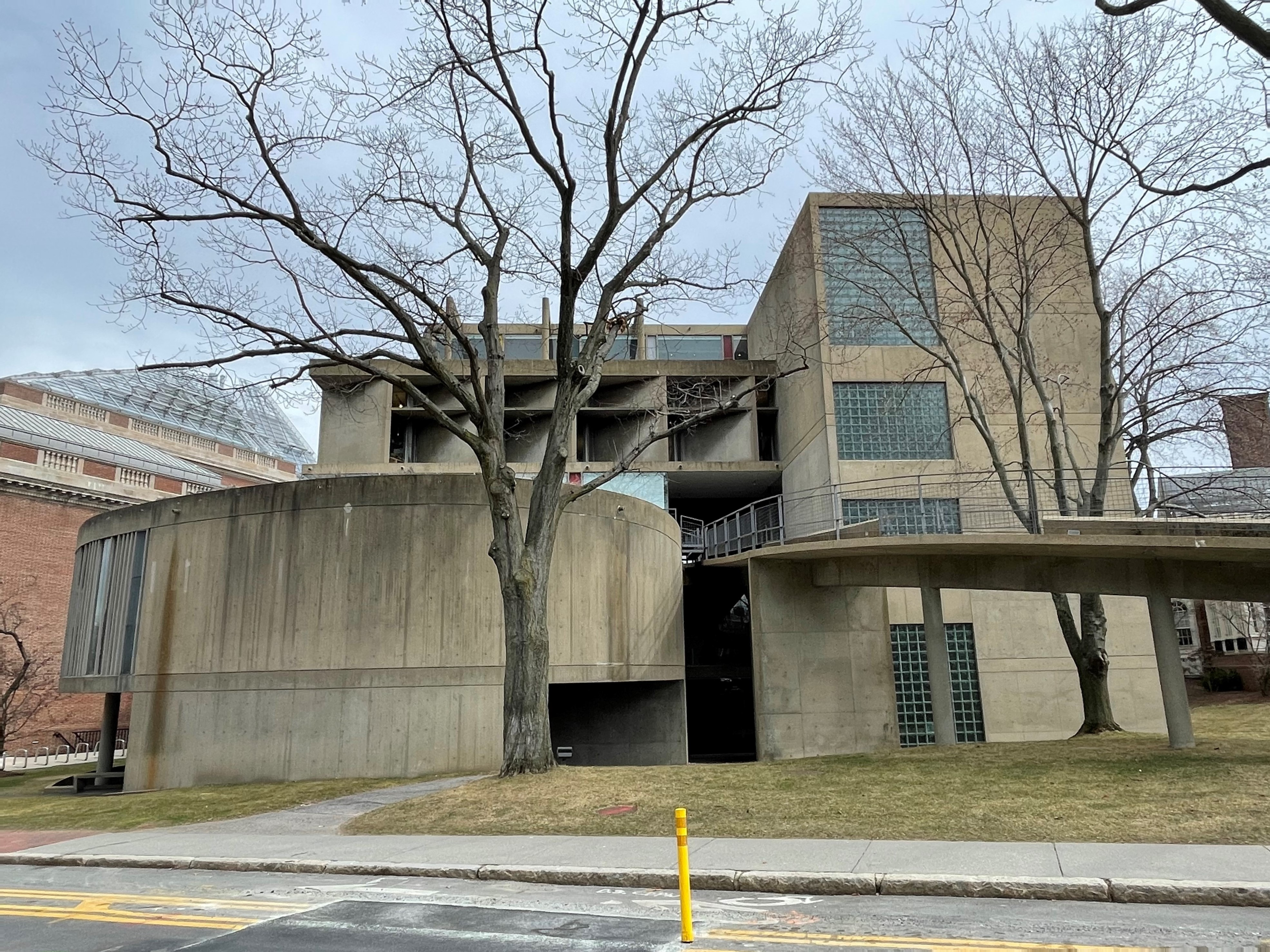
Карпентер-центр визуальных искусств Гарвардского университета. Кембридж, Массачусетс, США
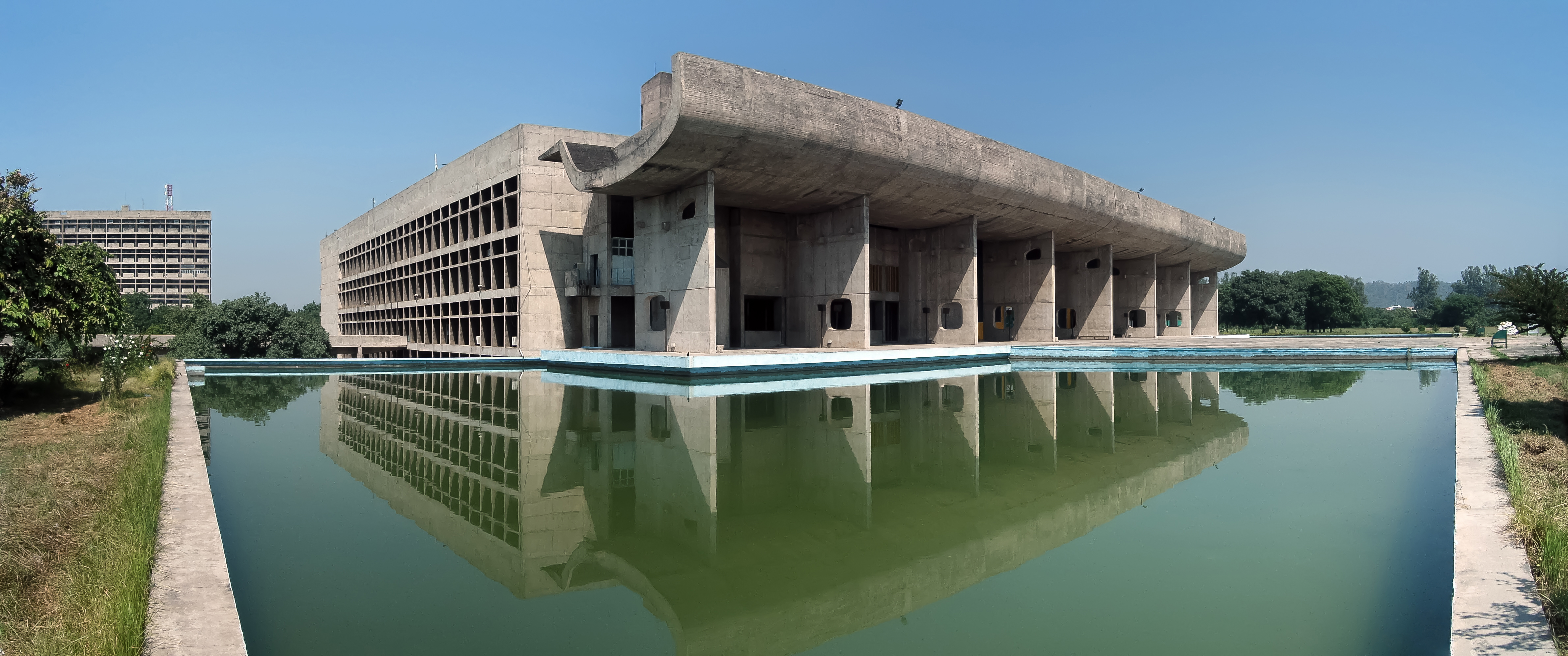
Здание Ассамблеи. 1951—1962. Чандигарх, Индия
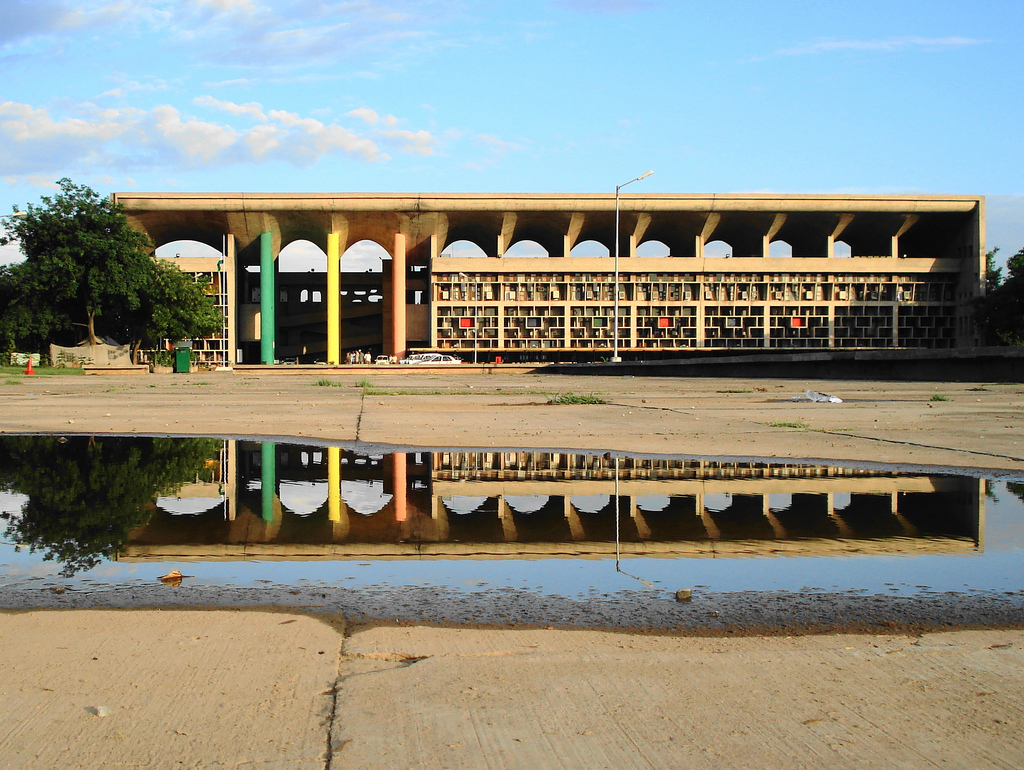
Здание Высокого суда. Чандигарх
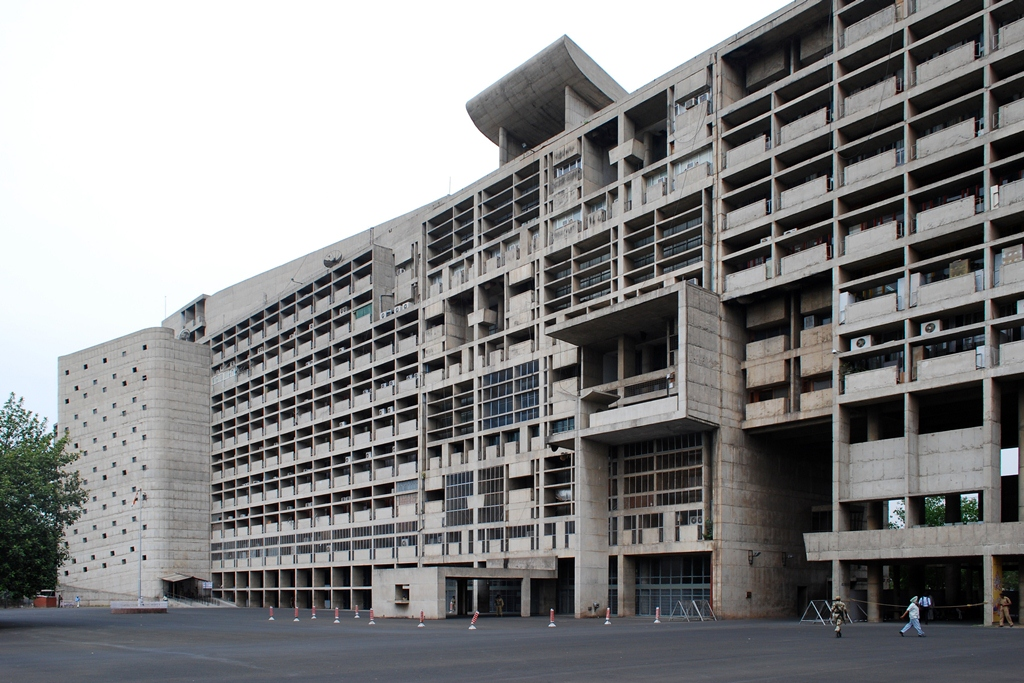
Здание секретариата. Чандигарх
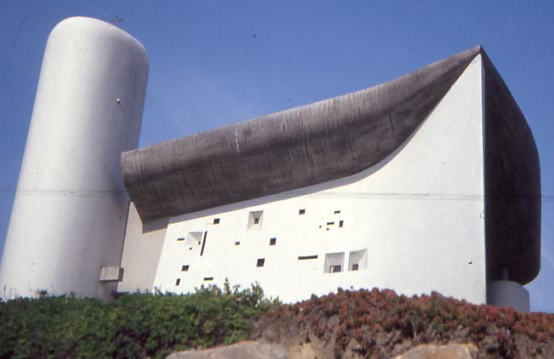
Церковь Нотр-Дам-дю-О, или Капелла Роншан. Франция. 1950—1954

Постройки, спроектированные непосредственно самим Корбюзье, относятся к Капитолию, административному центру города. Это здания Секретариата, Дворца Правосудия и Ассамблеи. Каждое из них отличается яркой характерностью образа, мощной монументальностью и представляет собой новое слово в архитектуре того времени. Как и в Марсельской жилой единице, для наружной отделки в них применена особая технология, так называемый «béton brut» (с фр. — «необработанный бетон»), то есть неокрашенная грубая поверхность бетона со следами опалубки. Эта техника, ставшая особенностью новой стилистики Ле Корбюзье, была подхвачена позже многими архитекторами Европы и стран других регионов, что позволило говорить о возникновении нового течения «брутализма».
Строительство Чандигарха курировал Джавахарлал Неру, первый премьер-министр независимой Индии. Город был создан проектировщиками целиком «от нуля», на новом месте, к тому же для цивилизации иного типа, нежели западные. В целом это был совершенно новый, неизученный опыт. Последующие оценки в мире этого градостроительного эксперимента весьма разноречивы. Тем не менее в самой Индии Чандигарх считается сегодня одним из самых удобных и красивых городов. Помимо этого, в Индии по проектам Корбюзье было возведено несколько зданий в Ахмадабаде (1951—1957) — также весьма оригинальных и по пластике и по внутреннему решению.
В 1950—1954 годы Ле Корбюзье создал свой шедевр — капеллу Нотр-Дам-дю-От (Богоматери Высокой) — сооружение, расположенное на высоком холме в окрестностях Роншана (восточная Франция). Этой постройке было суждено значительно изменить привычные представления об искусстве архитектуры. Стало ясно, что и в этой области фантазия художника, как в скульптуре, может создавать формы, художественная образность которых выходит за границы выражения определённой функции или работы строительной конструкции. Теперь к определению качества живописности архитектуры Ле Корбюзье следовало бы добавить определение «скульптурность» или даже «живописная скульптурность». Капелла в Роншане положила начало новому архитектурному течению, которое вначале назвали экспрессионизмом, но, чтобы отличать его от экспрессионизма в живописи 1920—1930-х годах, стали прибавлять слово «новый» .
1950—1960 годы — время окончательного признания Ле Корбюзье. Он увенчан лаврами, засыпан заказами, каждый его проект реализуется с большим общественным резонансом. Искусство Ле Корбюзье многолико. На разных этапах творческой эволюции архитектор отражал самые многообразные потребности эпохи. Все его произведения не похожи друг на друга: вилла Савой в Пуасси (1928—1930), монастырь Ла Туретт (1954—1961), «Марсельская жилая единица» (1947—1952), капелла в Роншане (1950—1954), — все они будто из разных миров, но все — характерные произведения XX века.
Одна из последних крупных работ Корбюзье — построенный в США культурный центр Гарвардского университета, Карпентер-центр визуальных искусств (1959—1962). В этом сооружении, в его броских непривычных формах, воплотился весь многообразный опыт Корбюзье последнего периода. В отличие от коллективного проекта по созданию штаб-квартиры ООН, в котором он принял участие, это единственная постройка Ле Корбюзье на территории Северной Америки с официально зафиксированным авторством.
Корбюзье погиб 27 августа 1965 года в возрасте семидесяти семи лет, утонув, предположительно из-за сердечного приступа, во время заплыва у мыса Рокебрюн, на Средиземном море, где он жил в своём летнем домике Le Cabanon. Эта крошечная резиденция, служившая ему долгое время местом отдыха и работы, представляет собой своеобразный образец минималистского жилища по Корбюзье. Процесс прощания с архитектором проходил в Лувре 1 сентября 1965 года под руководством писателя Андре Мальро, бывшего в то время министром культуры Франции. Корбюзье был похоронен рядом с женой на кладбище между городами Рокебрюн — Кап-Мартен и Ментона.

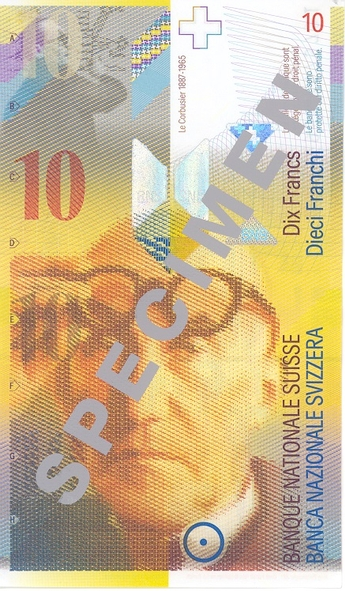
Портрет Ле Корбюзье на швейцарской банкноте в 10 франков

## Память

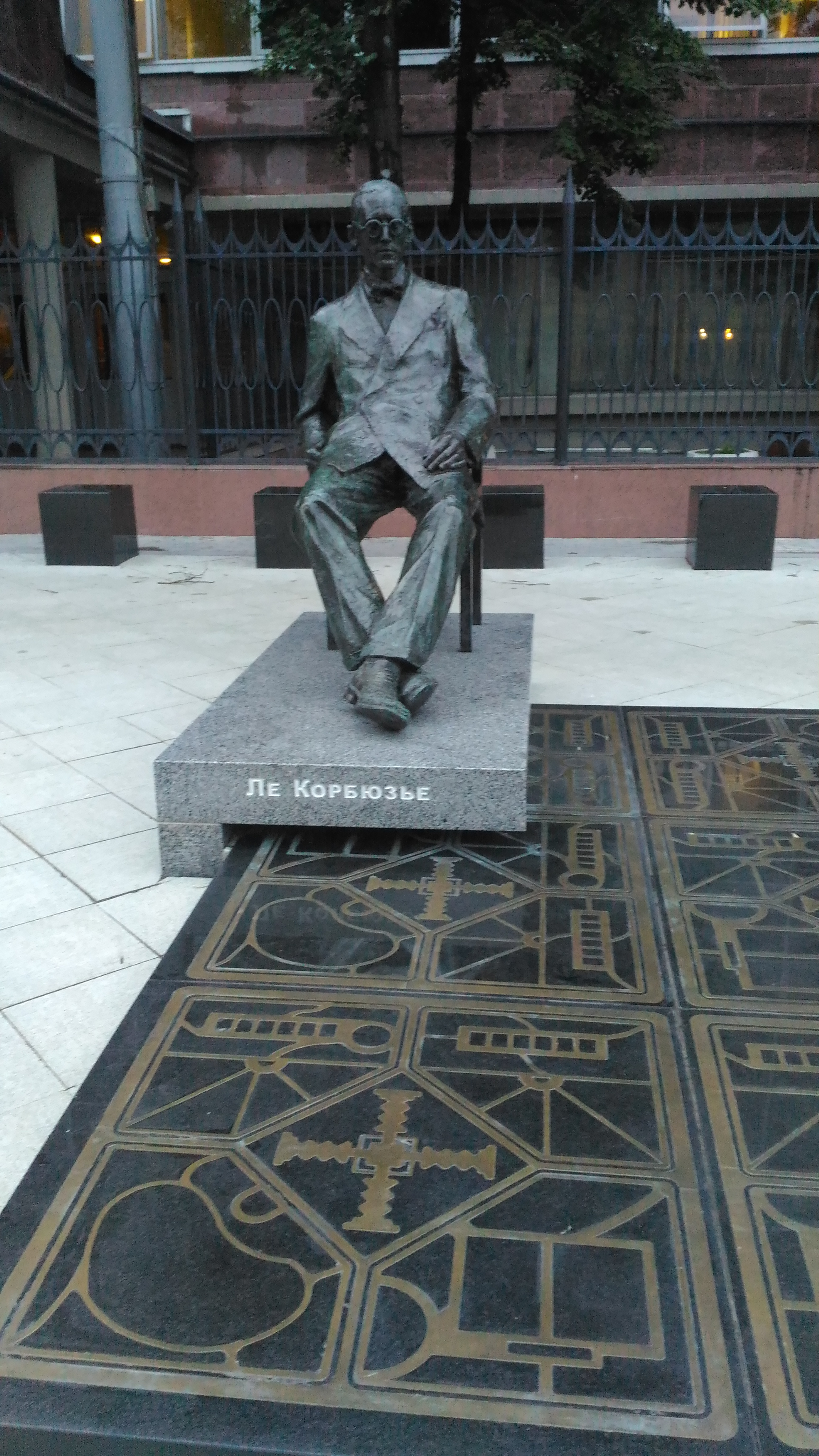
Памятник Ле Корбюзье на Мясницкой улице в Москве

- 15 октября 2015 года в Москве у здания Центросоюза (Мясницкая ул., 39) открыт памятник Ле Корбюзье (авторы — скульптор А. В. Тыртышников и архитектор А. И. Воскресенский)[33][34].

## Отличия и награды
- Избран почётным доктором (Honoris causa):

 — университета в Цюрихе (за исследование математических порядков, 1934),
 — Технического университета в Цюрихе (1955),
 — университета в Кембридже (1959),
 — университета Колумбии (Нью-Йорк, 1961),
 — университета Женевы (1963);
- Награждения французским Орденом Почётного легиона:

 — кавалер (1937);
 — командор (1952);
 — великий офицер (1963).
- Почётный член многих Академий искусств;

Среди других наград:
- 1953 — Золотая медаль Королевского института Британских архитекторов;
- 1961 — Золотая медаль Американского института архитектуры;
- 1961 — Французский орден «За Заслуги»;
- 1961 — Frank P. Brown Medal;
- 1963 — Золотая медаль г. Флоренция
- 1963 — Премия Сиккенса за новаторскую работу в области применения цвета, Нидерланды

## Основные проекты и постройки

### Допарижский период
- 1905 — вилла Фалле в Ла-Шо-де-Фон, Швейцария
- 1912 — вилла Жаннере-Перре в Ла-Шо-де-Фон, Швейцария
- 1916 — вилла Швоб (Вилла Турку) в Ла-Шо-де-Фон, Швейцария

### Период 1917—1939 годов
- 1922 — дом-ателье Амеде Озанфана, Париж, Франция
- 1923—1924 — вилла Ла Роша\Жаннере, Париж, Франция
- 1924—1925 — посёлок ФРУЖЕ, Пессак, Бордо, Франция
- 1924 — павильон «ЭСПРИ НУВО» для Всемирной выставки в Париже, Франция
- 1926 — Дом-убежище Армии Спасения в Париже, Франция
- 1926 — дом Кук в Болонь-сюр-Сен, Париж, Франция
- 1926—1927 — вилла Штейн/де Монзи, Вокрессон, Париж, Франция
- 1927 — дома в посёлке Вайсенхоф, Штутгарт, Германия
- 1928—1936 — Здание Центросоюза в Москве
- 1929—1931 — вилла Савой в Пуасси, Франция
- 1930—1932 — Швейцарский павильон, Интернациональный студенческий городок, Париж
- 1930 — многоквартирный дом Кларте в Женеве, Швейцария
- 1931—1933 — дом в Порт-Молитор (с апартаментами Ле Корбюзье) Париж, Франция
- 1935—1936 — Министерство здравоохранения и образования (Дворец Гуштаву Капанемы), руководство проектом, Бразилия
- 1930-е — благоустройство имения Леонида Мясина, остров Галло-Лунго близ Позитано, Италия

### Период 1940—1965 годов
- 1946—1951 — мануфактура Дюваль в Сен-Дье, Франция
- 1947—1952 — Марсельская жилая единица, Марсель, Франция
- 1949 — дом Куручета в Ла-Плате, провинция Буэнос-Айрес, Аргентина
- 1950—1955 — Нотр-Дам-дю-О, Роншан, Франция
- 1955—1957 — дома Жауль в Нёйи-сюр-Сен, Париж, Франция
- 1957—1959 — Бразильский павильон, Интернациональный студенческий городок, Париж
- 1957—1959 — Национальный музей западного искусства, Токио, Япония
- 1963—1967 — Павильон Хейди Вебер (Центр Ле Корбюзье), Цюрих
- 1962 — Карпентер-центр визуальных искусств, Гарвардский университет, Бостон, США

Ахмадабад, Индия (1951—1957)
- 1951—1956 — дом Сарабхаи
- 1951—1956 — дом Сходан
- 1951—1957 — Здание Текстильной ассоциации
- 1951—1957 — Музей

Чандигарх — новая столица штата Пенджаб, Индия
- 1951 — Музей и галерея искусств
- 1951—1958 — Здание Секретариата
- 1951—1955 — Дворец Юстиции
- 1951—1962 — Здание Ассамблеи

## Произведения монументального искусства
- Настенные росписи, выполненные Корбюзье собственноручно:
 — 8 росписей-сграффито в вилле Бадовичи и Элен Грей на мысе Кап-Мартен (1938—1939 гг.);
 — роспись в здании мануфактуры Дюваль (конец 1900-х гг.);
 — роспись в Швейцарском павильоне Интернационального студенческого городка, Париж (размер 55 м², 1948 г.);
 — росписи в доме скульптора Константино Нивола (Ист Гэмптон в Саффолк-Каунти, Нью-Йорк, США, 1950 г.);
- Рельефы «Модулор» на зданиях Жилых Единиц (в Марселе, 1951 год; в Резе-ле-Нант, 1955 год, и другие);
- Памятник «Открытая рука» (в том числе скульптурное изображение «руки» для памятника) — по эскизам Корбюзье, в г. Чандигарх, Индия.
- Крупномасштабные эмали (по эскизам Ле Корбюзье):
 — для входа в капеллу Роншан (1951);
 — для большого церемониального входа в здании Ассамблеи, (г. Чандигарх, 1953),
 — и другие;
- Декоративные настенные ковры большого размера (по эскизам Л. К.):
 — акустический ковёр для зала заседаний Дворца Юстиции, Чандигарх (площадь 650 м², 1954 г.);
 — ковёр для зала президентского дворца в Чандигархе (площадь 144 м², 1956 г.)
 — ковёр-панно для театра в Токио (площадь 210 м², 1950-е гг.);
 — и многие другие, называемые Корбюзье «мюральномад», — по эскизам, выполненным для ковровых мастерских в Обюссоне в 1948—1950 гг.

## Теоретические работы Ле Корбюзье
- Ле Корбюзье. Архитектура XX века. — М.: Прогресс, 1977.
- Ле Корбюзье. Модулор: Опыт соразмерной масштабу человека гармоничной системы мер, применимой как в архитектуре, так и в механике. — М.: Стройиздат. 1976.
- Le Corbusier. L’art décoratif d’aujourd’hui. Paris 1925. — 218 p.
- Le Corbusier. L’Esprit nouveau. Almanach d’architecture moderne. Paris, 1926. p. 17—40.
- Le Corbusier. The Modulor: A Harmonious Measure to the Human Scale, Universally Applicable to Architecture and Mechanics (1954). Basel & Boston: Birkhäuser, 2004. — 133 p.
- Le Corbusier. Textes et planches. Prèface de Maurice Jardot. Editions Vincent, Frèal & Cie Paris. 1960. (Переиздана на русском яз. в 1970 г.)